# Parafia Najświętszej Maryi Panny Królowej Męczenników w Wójtowie
Parafia Najświętszej Maryi Panny Królowej Męczenników w Wójtowie – parafia rzymskokatolicka, znajdująca się w archidiecezji warmińskiej, w dekanacie Barczewo. W parafii posługują księża archidiecezjalni. Według stanu na październik 2018 proboszczem parafii był ks. mgr lic. Paweł Kozicki. 